# Cabaret Voltaire
Cabaret Voltaire byla britská hudební skupina, založená v roce 1973 v Sheffieldu. Její původní sestavu tvořil zpěvák, baskytarista a klávesista Stephen Mallinder, kytarista a klávesista Richard H. Kirk a klávesista Chris Watson. Poslední jmenovaný ze skupiny v roce 1981 odešel a zbytek pokračoval coby duo až do svého rozpadu v roce 1994.

## Diskografie
Studiová alba
- Mix-Up (1979)
- The Voice of America (1980)
- Red Mecca (1981)
- 2×45 (1982)
- The Crackdown (1983)
- Johnny Yesno (1983)
- Micro-Phonies (1984)
- Drinking Gasoline (1985)
- The Covenant, The Sword and the Arm of the Lord (1985)
- Code (1987)
- Groovy, Laidback and Nasty (1990)
- Body and Soul (1991)
- Plasticity (1992)
- International Language (1993)
- The Conversation (1994)